# خداشناسی تحلیلی
خداشناسی تحلیلی یا الهیات تحلیلیAnalytic theology، به مجموعه رو به رشدی از ادبیات الهیات عمدتاً مسیحی اطلاق می‌شود که ناشی از کاربرد روش‌ها و مفاهیم فلسفه تحلیلی اواخر قرن بیستم است. در دهه اخیر، سخنرانی‌ها ، مراکز مطالعاتی، بخش‌های کنفرانس ، مجلات دانشگاهی و حداقل یک مجموعه تک‌نگاری با عنوان «الهیات تحلیلی» در عنوان یا شرح آن منتشر شده است. این جنبش هم فیلسوفان و هم متکلمان را در صفوف خود به حساب می‌آورد، اما تعداد فزاینده‌ای از متکلمان با آموزش فلسفه، ادبیات خداشناسی تحلیلی را تولید می‌کنند. خداشناسی تحلیلی به شدت با فلسفه دین مرتبط است، اما به دلیل تمایل آن به درگیر کردن موضوع‌های که معمولاً در فلسفه دین به آنها پرداخته نمی‌شود (مانند عشای ربانی ، گناه ، رستگاری و فرجام‌شناسی ) دامنه گسترده‌تری دارد. با توجه به انواع فلسفه تاریخی که به فلسفه تحلیلی دین کمک مالی کرده است، متکلمان به طور پی‌درپی درگیر الهیات بازیابی می‌شوند، زیرا راه‌حل‌های قدیمی‌تر مسیحی برای پرسش‌های الهیاتی را مورد بازبینی، سازگاری دوباره و اصلاح می‌کنند. الهیات تحلیلی ریشه‌های قوی در فلسفه دین تحلیلی انگلیسی-آمریکایی در یک‌چهارم پایانی سده بیستم دارد، و همچنین شباهت‌هایی با رویکردهای مکتبی به الهیات دارد. با این حال، اصطلاح خداشناسی تحلیلی در درجه نخست به تجدید حیات کار فلسفی-الهیاتی در طی 15 سال گذشته توسط جامعه‌ای از دانشمندان که از مراکزی در بریتانیا و ایالات متحده به بیرون گسترش یافته‌اند، اشاره دارد.

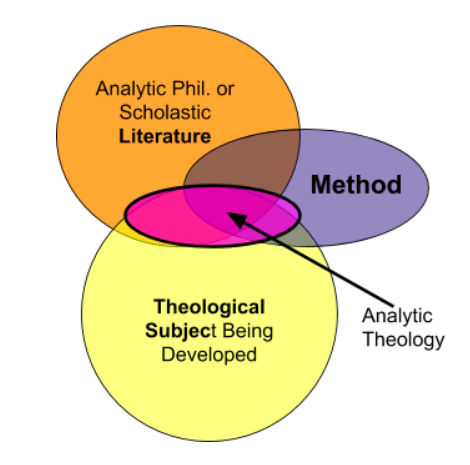
یک نمودار ون که موضوع‌های تحت پوشش خداشناسی تحلیلی را نشان می‌دهد

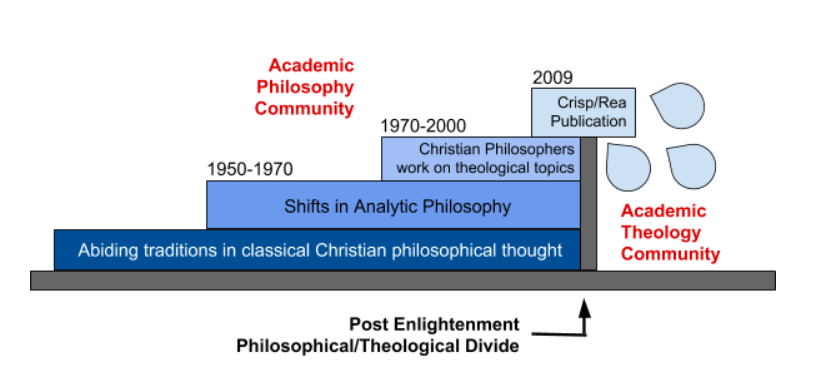
نمودار مرزبندی دوره‌های تاریخی منجر به گسترش خداشناسی تحلیلی